# Amerikanische Rotflossenorfe
Die Amerikanische Rotflossenorfe (Cyprinella lutrensis, Syn.: Notropis lutrensis), engl. Red Shiner oder Red-Horse Minnow, ist ein kleinwüchsiger, in Nordamerika beheimateter Karpfenfisch.

## Beschreibung
Cyprinella lutrensis besitzt Strahlenflossen (Flossenformel: Rückenflosse 7–8, Afterflosse 8–10), einen länglichen, seitlich etwas zusammengedrückten Körper und wird etwa 10 Zentimeter lang. Weibchen als auch Männchen haben silberfarbene Flanken und eine weißliche Bauchunterseite. Die Männchen bilden zur Laichzeit ein auffälliges Farbmuster aus, welches ihnen den Namen Red Shiner gab. Die Flanken werden rosa bis purpurfarben mit blau irisierenden Farbfacetten. Die Flossen haben dann einen blutroten Farbton, bis auf die Rückenflosse, die dunkel bleibt.
Cyprinella lutrensis wird aufgrund ihrer Ähnlichkeit oft mit der europäischen Rotfeder, dem Rotauge oder der Orfe verwechselt.

## Verbreitung

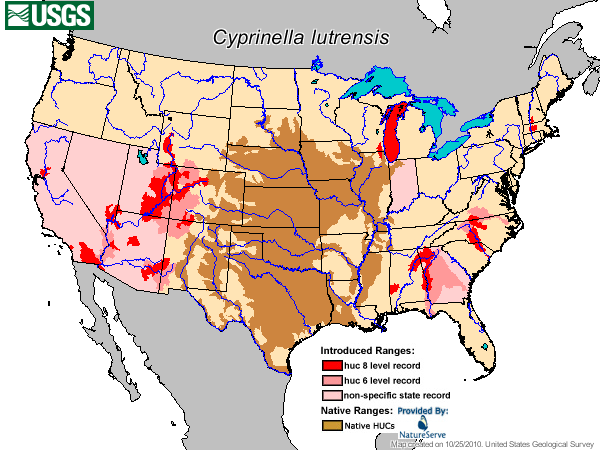
Verbreitung des Red Shiners in den USA; braun = ursprüngliches Vorkommen;
rot = eingeführte Bestände

Cyprinella lutrensis wurde erstmals im Otter Creek, Arkansas, gefangen, ihr Namen lutrensis, Latein „lutra“ bedeutet Fischotter.
Amerikanische Rotflossenorfen kommen ursprünglich aus dem Mississippi-Becken, aus dem südlichen Wisconsin und östlichen Indiana, über South Dakota und Wyoming bis ins südliche Louisiana. Eingeführt wurden sie in Arizona, Alabama, Kalifornien, Colorado, Illinois, Georgia, Nebraska, North Carolina South Carolina, Massachusetts, Utah, Virginia, Nevada und New Mexico.
Auch im nördlichen Mexiko kann man die Fische antreffen. Die im Rio Grande endemische Unterart Cyprinella lutrensis blairi (englisch: Maravaillas Red Shiner) ist ausgestorben. Amerikanische Rotflossenorfen sind an ein breites Spektrum verschiedener Gewässerhabitate angepasst, so findet man sie beispielsweise in Altarmen und Altwassern von Flüssen, Rückhaltebecken, Stauseen, Flussmündungen und großen Strömen, die einen sandigen oder lehmigen Untergrund aufweisen, Stromschnellen und tiefe Gewässerabschnitte. Red Shiner tolerieren trübe und aufgewühlte Gewässer mit hohem Substratanteil, sind jedoch sensitiv gegenüber sauren Gewässern. Amerikanische Rotflossenorfen gelten als Generalisten, was ihren Lebensraum angeht und können sich auch auf Marginalstandorten wie zum Beispiel kanalisierte Gräben, verschmutzte Gewässer und periodisch trockenfallende Gewässer mit verbreiten, wo andere Fischarten keine Lebensbedingungen mehr haben.

## Lebensweise
Amerikanische Rotflossenorfen können bis zu drei Jahre alt werden. Sie sind omnivor und ernähren sich sowohl von Algen, aquatischen Wirbellosen als auch von Insekten, die ins Wasser fallen. Cyprinella lutrensis ist dafür bekannt, dass sie als Laichräuber die Gelege anderer Fischarten frisst, vor allem in Gewässern, wo die Art von Menschen eingeführt wurde. Die Laichzeit der Amerikanischen Rotflossenorfen findet in den Monaten Mitte April bis September mit Höhepunkt im Mittsommer  statt. Anstatt den Laich in Spalten abzulegen, wie andere Vertreter der Gattung Cyprinella, suchen Amerikanische Rotflossenorfen Steingrund und Wasservegetation für die Eiablage auf. Weibchen legen bis zu 16 Laichbänder mit ca. 71 Eier pro Laichband ab. Amerikanische Rotflossenorfen laichen oft gemeinsam mit anderen Arten wie dem Blue Shiner oder dem Blacktailed Shiner ab, so dass es leicht zur Hybridisierung der Arten kommt. Sie leben in Schwärmen im Mittelwasser oder oberflächennah.

## Nutzung
Amerikanische Rotflossenorfen werden in den USA häufig wegen ihrer lebhaften Färbung als Köderfische beim Raubfischfang verwendet. Hauptsächlich auf diese Weise von Anglern in neue Gewässer eingebracht, haben sie sich in ihrem neuen Lebensraum oft stark vermehrt und endemische Fischarten durch das Fressen von Laich dezimiert. Aufgrund ihrer großen Anpassungsfähigkeit, auch an ungünstige Standorte, haben sie viele andere Fischarten verdrängt. Durch die Hybridisierung mit dem Blacktailed Shiner (Cyprinella venusta stigmatura), der endemisch im Coosa River in Georgia lebt, haben sie den Genpool dieser Art verwässert. Die Amerikanischen Rotflossenorfen sind als in Gruppen gehaltene anspruchslose und farbenprächtige Zierfische für ein Kaltwasseraquarium gut geeignet.